# USS Florida (BM-9)
«Флорида» (англ. USS Florida (BM-9)) — монітор типу «Арканзас» ВМС США.

## Історія створення
Монітор «Флорида» був замовлений 4 травня 1898 верфі «Crescent Shipyard», розта Елізабет, 11 жовтня 1898 року. Монітор заклали 23 січня 1899 року і спустили на воду 30 листопада 1901 року. За будівництвом наглядали інженери Льюіс Ніксон і Артур Леопольд Бушем. Участь у церемонії спуску на воду взяла міс С. Вуд. Монітор введений в експлуатацію 18 червня 1903 року. Його капітаном було призначено командера Джона Чарльза Фремона-молодшого. Загальна вартість корпусу, машин, броні та озброєння монітора склала 1 508 881,84 доларів.

## Проблеми зі швидкістю
За проектом двигуни «Флориди» мали забезпечувати потужність у 2 400 індикативних кінських сил і максимальну швидкість 12,5 вузлів, натомість реальна потужність склала 2336 індикативних кінських сил, а максимальна швидкість — 12,4 вузла.

## Історія служби
Корабель служив у складі Прибережної ескадри. «Флорида» використовувався для навчання мічманів під час літніх походів, а також діяв уздовж східного узбережжя та у водах Карибського басейну. Монітор став учасником Військово-морського параду президента в Ойстер-Бей, Лонг-Айленд, який провів Теодор Рузвельт 3 вересня 1906 року. Через чотири дні «Флорида» прибув до Військово-морської академії для служби як навчальний корабель. Переведений у резерв 11 вересня 1906 р., але повернувся у стрій у період між 7 червня та 30 серпня 1907 р. для навчального походу і у період між 21 травня по 19 червня 1908 р. для участі у випробуваннях снарядів. Ці випробування включали перевірку можливості ведення вогню баштою, встановленою над іншою.
Першого липня 1908 року «Флорида» отримав ім'я «USS Tallahassee», аби на честь відповідного штату можна було назвати лінійний корабель. 1 серпня 1910 року знову був введений у стрій для регулярних випробувань боєприпасів, а також час від часу служив у Зоні Панамського каналу та Норфолку як плавуча база підводних човнів. Під час Першої світової війни виконував відповідну функцію у Зоні каналу, а також на Віргінських та Бермудських островах. 30 вересня 1919, прибув до військово-морської верфі у Чарльстоні, де був виведений у резерв. «Таллахассі» був приписаний до 6-го військово-морського округу як навчальний корабель резерву з 19 лютого 1920 року і служив у цій якості до 24 березня 1922 року.
«Таллахассі» був перейменований на IX-16 20 липня 1921 року, а остаточно виведений з експлуатації 24 березня 1922 року. Проданий 25 липня 1922 року.